# 気仙郡
- 令制国一覧 > 東山道 > 陸前国 > 気仙郡
- 日本 > 東北地方 > 岩手県 > 気仙郡

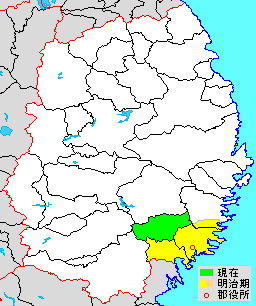
岩手県気仙郡の範囲（緑：住田町）

気仙郡（けせんぐん）は、岩手県（陸奥国・陸前国）の郡。
人口4,423人、面積334.84km²、人口密度13.2人/km²。（2025年4月1日、推計人口）
以下の1町を含む。
- 住田町（すみたちょう）

## 郡域
1878年（明治11年）に行政区画として発足した当時の郡域は、上記1町に大船渡市、陸前高田市および釜石市の一部（唐丹町）を加えた区域であった。
2001年（平成13年）11月に三陸町が大船渡市に合併して以降は、住田町のみが属する。

## 地名由来
気仙郡という郡名は『続日本紀』の弘仁2年（811年）の条が初出である。また平安中期の『和名抄』には、介世（けせ）と訓じられ、各国郷名一覧には陸奥国気仙郡の中に気仙郷、大島郷、気前郷があり、このうち気仙郷から気仙郡の名が起こったとみられる。
語源には諸説ある。
- アイヌ語起源説
気仙沼の語源について、ケセ（kese）が末端や終点、モイ（moi）が入り江や湾を指し、「最南端の港」を意味するケセモイからきているという説や、ケセモイは「静かな海」の意味という説があることから、気仙郡のケセも「末端や終点」あるいは「静か」の意味だとする説。
- 日本語起源説
  1. 茨城県の「鹿島」という地名は、船着場を意味する「かせ」から「かせ間」が語源であり、気仙沼も「カセ間」の訛りで「鹿島」と同語源という説がある。これに準じてケセンも「かせ」の訛りだとする説。
  2. . ケセは「削りを背負う」の意味で岩磯をさす、つまりリアス式海岸のことだとする説。
- 漢語起源説
海道の入り口という意味の「滊先」（日本語読み:ケセン）に当て字したとする説。

## 歴史

### 古代 - 中世
気仙郡という郡名は『続日本紀』の弘仁2年（811年）の条が初出であり、それ以前のいつかの段階で、桃生郡の北半を分割して、陸奥国気仙郡が建郡された。これは現在の宮城県北東部および岩手県南東部にまたがるものであり、現在の気仙沼市および本吉郡を含むものであった。
気仙郡司として、左大臣阿倍倉梯麻呂（内麻呂）の後裔とされる金氏（キンウジ・コンウジ）の名が見える。金氏は、貞観元年（859年）に初代気仙郡司として下向した安倍兵庫丞為雄（ためかつ、為勝とも）を始祖としており、郡司を世襲したようである。安倍貞任の舅と十訓抄に見える金為行と、気仙郡司と『陸奥話記』に見える金為時を兄弟とする系図がある。
その後、気仙郡の南半と牡鹿郡の一部を分割して元良郡が設置された。
文治5年（1189年）の奥州藤原氏の滅亡後、気仙郡は胆沢・磐井・牡鹿・江刺などの諸郡（諸説あり）とともに奥州総奉行に任じられた葛西清重の所領になったといわれるが、鎌倉時代岩手県宮古市に本拠を置いた閉伊氏の資料には、源為朝の遺児とされる閉伊為頼（為家・頼基・佐々木行光とも）が源頼朝より閉伊、気仙を給わり閉伊氏を称し、代々これを領したともあり、葛西氏が気仙郡をその治下に置いたのは南北朝の争乱期になってからともいわれる。

### 戦国・江戸
天正18年（1590年）、豊臣秀吉の奥州仕置により、気仙郡を統治していた葛西氏が滅亡すると、気仙郡は木村吉清・清久父子の治下に置かれる。天正19年（1591年）に葛西大崎一揆で失脚した木村吉清に代わり伊達政宗の所領となる。同年8月、一揆に参加した気仙郡の土豪の多くが、桃生郡須江山の糠塚舘において政宗の命令を受けた泉田重光・屋代景頼に殺害された。仙台藩ではこれを豊臣秀次の命令によるものであったと主張している。
江戸時代には引き続き伊達氏を藩主とする仙台藩の所領となった。関ヶ原の戦いの後、藩境の情勢が安定するまでの間には大條宗直・中島宗求ら重臣が配置されたが、のちに直轄地となった。気仙郡の統治の中心となったのは代官所が置かれた今泉村であった。

### 近代以降の沿革
- 幕末時点では陸奥国に所属し、全域が仙台藩領であった。「旧高旧領取調帳」に記載されている明治初年時点で存在した村は、以下の24村である[4]。
今泉村、長部村、高田村、浜田村、勝木田村、小友村、広田村、末崎村、大船渡村、赤崎村、綾里村、越喜来村、吉浜村、唐丹村、立根村、猪川村、田茂山村、日頃市村、上有住村、下有住村、世田米村、横田村、竹駒村、矢作村
- 明治元年
  - 9月24日（1868年11月8日） - 仙台藩主伊達慶邦が薩長軍に降伏。全領土62万石を没収される。
  - 12月7日（1869年1月19日） - 陸奥国が分割され、本郡は陸前国の所属となる。本郡は信濃松本藩取締地となり、花巻県を称する[注 2]。
- 明治2年8月18日（1869年9月23日） - 花巻県の区域が江刺県の管轄となる。
- 明治4年
  - 11月2日（1871年12月13日） - 第1次府県統合により一関県（第2次）の管轄となる。
  - 12月13日（1872年1月22日） - 一関県（第2次）が水沢県に改称。
- 明治8年（1875年）
  - 10月17日 - 以下の各村の統廃合が行われる。（20村）
    - 気仙村 ← 今泉村、長部村
    - 氷上村 ← 高田村、竹駒村
    - 米崎村 ← 浜田村、勝木田村
    - 盛村 ← 猪川村、田茂山村

  - 11月22日 - 水沢県が磐井県に改称。
- 明治9年（1876年）
  - 4月18日 - 第2次府県統合により宮城県の管轄となる。北第三大区となる。
  - 5月25日 - 岩手県に移管。乙第三大区となる。
- 明治11年（1878年）11月26日 - 郡区町村編制法の岩手県での施行により、行政区画としての気仙郡が発足。郡役所が盛村に設置。

### 町村制以降の沿革

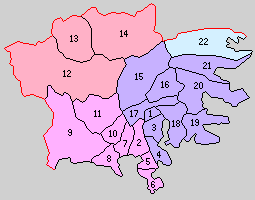
1.盛町 2.米崎村 3.大船渡村 4.末崎村 5.小友村 6.広田村 7.高田町 8.気仙村 9.矢作村 10.竹駒村 11.横田村 12.世田米村 13.下有住村 14.上有住村 15.日頃市村 16.立根村 17.猪川村 18.赤崎村 19.綾里村 20.越喜来村 21.吉浜村 22.唐丹村（紫：大船渡市 桃：陸前高田市 水色：釜石市 赤：住田町）

- 1889年（明治22年）4月1日 - 町村制の施行により以下の町村（2町20村）が発足。氷上村が高田町と竹駒村に、盛村が盛町と猪川村に分割された以外は、従前の村が単独で自治体を形成した。
盛町［旧・田茂山村］（現・大船渡市）、高田町［旧・高田村］（現・陸前高田市）、大船渡村、末崎村（現・大船渡市）、小友村、広田村、米崎村、気仙村、矢作村、竹駒村、横田村（現・陸前高田市）、世田米村、下有住村、上有住村（現・住田町）、日頃市村、立根村、猪川村、赤崎村、綾里村、越喜来村、吉浜村（現・大船渡市）、唐丹村（現・釜石市）
- 1897年（明治30年）4月1日 - 郡制を施行。
- 1923年（大正12年）4月1日 - 郡会が廃止。郡役所は存続。
- 1926年（大正15年）
  - 7月1日 - 郡役所が廃止。以降は地域区分名称となる。
  - 11月1日 - 気仙村が町制施行して気仙町となる。（3町19村）
- 1932年（昭和7年）4月1日 - 大船渡村が町制施行して大船渡町となる。（4町18村）
- 1935年（昭和10年）時点での当郡の面積は952.74平方km、人口は72,385人（男35,060人・女37,325人）[5]。
- 1940年（昭和15年）4月29日 - 世田米村が町制施行し、世田米町となる。（5町17村）
- 1942年（昭和17年）7月1日 - 「気仙地方事務所」が盛町に設置され、本郡を管轄。
- 1952年（昭和27年）
  - 4月1日 - 大船渡町・盛町・赤崎村・猪川村・立根村・日頃市村・末崎村が合併して大船渡市が発足し[6]、郡より離脱。（3町12村）
  - 6月1日 - 広田村が町制施行して広田町となる。（4町11村）
- 1955年（昭和30年）
  - 1月1日 - 高田町・気仙町・広田町・小友村・竹駒村・矢作村・横田村・米崎村が合併して陸前高田市が発足し[6]、郡より離脱。（1町6村）
  - 4月1日（1町3村）
    - 世田米町・上有住村・下有住村が合併して住田町が発足[6]。
    - 唐丹村が釜石市・上閉伊郡鵜住居村・甲子村・栗橋村と合併し、改めて釜石市が発足、郡より離脱。
- 1956年（昭和31年）9月30日 - 越喜来村・吉浜村・綾里村が合併して三陸村が発足[6]。（1町1村）
- 1967年（昭和42年）4月1日 - 三陸村が町制施行して三陸町となる[6]。（2町）
- 2001年（平成13年）11月15日 - 三陸町が大船渡市に編入[1][6]。（1町）

### 変遷表
| 藩政期   | 明治8年 10月17日 | 明治22年 4月1日 町村制施行 | 明治22年 - 昭和19年           | 昭和20年 - 昭和29年        | 昭和30年 - 昭和39年         | 昭和40年 - 昭和64年        | 平成元年 - 現在                 | 現在       |
| -------- | ---------------- | -------------------------- | ----------------------------- | -------------------------- | --------------------------- | -------------------------- | ------------------------------- | ---------- |
| 大船渡村 | 大船渡村         | 大船渡村                   | 昭和7年4月1日 町制 大船渡町   | 昭和27年4月1日 大船渡市    | 大船渡市                    | 大船渡市                   | 大船渡市                        | 大船渡市   |
| 田茂山村 | 盛村             | 盛町                       | 盛町                          | 昭和27年4月1日 大船渡市    | 大船渡市                    | 大船渡市                   | 大船渡市                        | 大船渡市   |
| 猪川村   | 盛村             | 猪川村                     | 猪川村                        | 昭和27年4月1日 大船渡市    | 大船渡市                    | 大船渡市                   | 大船渡市                        | 大船渡市   |
| 赤崎村   | 赤崎村           | 赤崎村                     | 赤崎村                        | 昭和27年4月1日 大船渡市    | 大船渡市                    | 大船渡市                   | 大船渡市                        | 大船渡市   |
| 立根村   | 立根村           | 立根村                     | 立根村                        | 昭和27年4月1日 大船渡市    | 大船渡市                    | 大船渡市                   | 大船渡市                        | 大船渡市   |
| 日頃市村 | 日頃市村         | 日頃市村                   | 日頃市村                      | 昭和27年4月1日 大船渡市    | 大船渡市                    | 大船渡市                   | 大船渡市                        | 大船渡市   |
| 末崎村   | 末崎村           | 末崎村                     | 末崎村                        | 昭和27年4月1日 大船渡市    | 大船渡市                    | 大船渡市                   | 大船渡市                        | 大船渡市   |
| 越喜来村 | 越喜来村         | 越喜来村                   | 越喜来村                      | 越喜来村                   | 昭和31年9月30日 三陸村      | 昭和42年4月1日 町制 三陸町 | 平成13年11月15日 大船渡市に編入 | 大船渡市   |
| 吉浜村   | 吉浜村           | 吉浜村                     | 吉浜村                        | 吉浜村                     | 昭和31年9月30日 三陸村      | 昭和42年4月1日 町制 三陸町 | 平成13年11月15日 大船渡市に編入 | 大船渡市   |
| 綾里村   | 綾里村           | 綾里村                     | 綾里村                        | 綾里村                     | 昭和31年9月30日 三陸村      | 昭和42年4月1日 町制 三陸町 | 平成13年11月15日 大船渡市に編入 | 大船渡市   |
| 高田村   | 氷上村           | 高田町                     | 高田町                        | 高田町                     | 昭和30年1月1日 陸前高田市   | 陸前高田市                 | 陸前高田市                      | 陸前高田市 |
| 竹駒村   | 氷上村           | 竹駒村                     | 竹駒村                        | 竹駒村                     | 昭和30年1月1日 陸前高田市   | 陸前高田市                 | 陸前高田市                      | 陸前高田市 |
| 今泉村   | 気仙村           | 気仙村                     | 大正15年11月1日 町制 気仙町   | 気仙町                     | 昭和30年1月1日 陸前高田市   | 陸前高田市                 | 陸前高田市                      | 陸前高田市 |
| 長部村   | 気仙村           | 気仙村                     | 大正15年11月1日 町制 気仙町   | 気仙町                     | 昭和30年1月1日 陸前高田市   | 陸前高田市                 | 陸前高田市                      | 陸前高田市 |
| 広田村   | 広田村           | 広田村                     | 広田村                        | 昭和27年6月1日 町制 広田町 | 昭和30年1月1日 陸前高田市   | 陸前高田市                 | 陸前高田市                      | 陸前高田市 |
| 小友村   | 小友村           | 小友村                     | 小友村                        | 小友村                     | 昭和30年1月1日 陸前高田市   | 陸前高田市                 | 陸前高田市                      | 陸前高田市 |
| 矢作村   | 矢作村           | 矢作村                     | 矢作村                        | 矢作村                     | 昭和30年1月1日 陸前高田市   | 陸前高田市                 | 陸前高田市                      | 陸前高田市 |
| 横田村   | 横田村           | 横田村                     | 横田村                        | 横田村                     | 昭和30年1月1日 陸前高田市   | 陸前高田市                 | 陸前高田市                      | 陸前高田市 |
| 浜田村   | 米崎村           | 米崎村                     | 米崎村                        | 米崎村                     | 昭和30年1月1日 陸前高田市   | 陸前高田市                 | 陸前高田市                      | 陸前高田市 |
| 勝木田村 | 米崎村           | 米崎村                     | 米崎村                        | 米崎村                     | 昭和30年1月1日 陸前高田市   | 陸前高田市                 | 陸前高田市                      | 陸前高田市 |
| 世田米村 | 世田米村         | 世田米村                   | 昭和15年4月29日 町制 世田米町 | 世田米町                   | 昭和30年4月1日 住田町       | 住田町                     | 住田町                          | 住田町     |
| 上有住村 | 上有住村         | 上有住村                   | 上有住村                      | 上有住村                   | 昭和30年4月1日 住田町       | 住田町                     | 住田町                          | 住田町     |
| 下有住村 | 下有住村         | 下有住村                   | 下有住村                      | 下有住村                   | 昭和30年4月1日 住田町       | 住田町                     | 住田町                          | 住田町     |
| 唐丹村   | 唐丹村           | 唐丹村                     | 唐丹村                        | 唐丹村                     | 昭和30年4月1日 釜石市の一部 | 釜石市                     | 釜石市                          | 釜石市     |

## 行政
歴代郡長
| 代 | 氏名 | 就任年月日                 | 退任年月日                | 備考                   |
| -- | ---- | -------------------------- | ------------------------- | ---------------------- |
| 1  |      | 明治11年（1878年）11月26日 |                           |                        |
|    |      |                            | 大正15年（1926年）6月30日 | 郡役所廃止により、廃官 |